# Wilfried Schöntag
Wilfried Schöntag (* 9. Mai 1942 in Schwarzenborn, Kreis Ziegenhain) ist ein deutscher Historiker und Archivar.

## Leben
Schöntag studierte nach dem Abitur in Hanau ab 1962 Geschichte, Historische Hilfswissenschaften und Germanistik an den Universitäten Marburg und Wien. 1967 legte er die erste wissenschaftliche Prüfung für das Lehramt an Gymnasien ab. 1971 wurde er in Marburg mit einer Studie zur Geschichte des Erzbistums Mainz unter den Erzbischöfen Arnold und Christian I. im 12. Jahrhundert zum Dr. phil. promoviert.
Anschließend absolvierte er eine Ausbildung für den höheren Archivdienst, die er 1973 abschloss. Er war danach im Hauptstaatsarchiv Stuttgart und in der Landesarchivdirektion Baden-Württemberg in Stuttgart tätig. 1979 wurde er zum Leiter des Staatsarchivs Sigmaringen ernannt. 1993 erfolgte die Berufung zum Präsidenten der Landesarchivdirektion Baden-Württemberg. Kurz nach der Gründung des Landesarchivs Baden-Württemberg 2005 wurde er auf eigenen Wunsch in den Ruhestand versetzt.
Seit 1989 nahm Schöntag einen Lehrauftrag für historische Hilfswissenschaften und Archivkunde am Institut für Geschichtliche Landeskunde der Universität Tübingen wahr. 1994 wurde er dort zum Honorarprofessor ernannt. Seine Schwerpunkte in Forschung und Lehre sind mittelalterliche Landesgeschichte und Historische Hilfswissenschaften.

## Schriften (Auswahl)
- Die Marchtaler Fälschungen. Das Prämonstratenserstift Marchtal im politischen Kräftespiel der Pfalzgrafen von Tübingen, der Bischöfe von Konstanz und der Habsburger (1171–1312) (= Studien zur Germania Sacra. Neue Folge, Bd. 5). De Gruyter, Berlin 2017, ISBN 978-3-11-046736-9.
- (Bearb.) Das Reichsunmittelbare Prämonstratenserstift Marchtal (= Germania sacra. 3. Folge, Bd. 5). De Gruyter, Berlin 2012, ISBN 978-3-11-025312-2.
- Kommunale Siegel und Wappen in Südwestdeutschland. Ihre Bildersprache vom 12. bis zum 20. Jahrhundert (= Schriften zur südwestdeutschen Landeskunde. Bd. 68). Thorbecke, Sigmaringen 2010, ISBN 978-3-7995-5266-0.
- Die wirtschaftliche Entwicklung in Hohenzollern vom 19. bis Anfang des 20. Jahrhunderts. Sigmaringen 1984.
- Untersuchungen zur Geschichte des Erzbistums Mainz unter den Erzbischöfen Arnold und Christian I. (1153–1183) (= Quellen und Forschungen zur hessischen Geschichte. Bd. 22). Hessische Historische Kommission/Historische Kommission für Hessen, Darmstadt/Marburg 1973.